# Hans Jäckel (Mathematiker)
Hans Jäckel (* 31. Mai 1923 in Colmnitz; † 18. Februar 1994 ebenda) war ein deutscher Professor für Mathematik und ehemaliger Rektor der Technischen Universität Chemnitz.

## Leben
Jäckel beantragte am 20. Mai 1941 die Aufnahme in die NSDAP und wurde zum 1. September desselben Jahres aufgenommen (Mitgliedsnummer 8.643.010). Er war Soldat im Zweiten Weltkrieg. Er wurde 1948 Mitglied der SED. Jäckel studierte von 1948 bis 1953 Mathematik und Physik an der Universität Leipzig. Anschließend war er Assistent an der Hochschule für Maschinenbau in Karl-Marx-Stadt. Im Jahr 1956 promovierte er an der Bergakademie Freiberg mit dem Thema Mathematische Behandlung gesteuerter Abkühl- und Anwärmvorgänge und arbeitete anschließend als Oberassistent.
1960 wurde er als Professor für reine und angewandte Mathematik an die Hochschule für Maschinenbau Karl-Marx-Stadt berufen. Im selben Jahr übernahm er die Leitung des Instituts für Mathematik. Seine Habilitation im Jahr 1960 hatte das Thema Nichtlineare Theorie der Wärmeleitung in festen Körpern.
Ab 1961 war Jäckel Prorektor für wissenschaftlichen Nachwuchs und von 1963 bis 1969 Rektor der Technischen Hochschule Karl-Marx-Stadt. Im Jahr 1963 wurde er Kandidat und 1964 Mitglied des Zentralkomitees der SED. Am 6. April 1983 wurde Jäckel zum Ehrensenator der TH Karl-Marx-Stadt ernannt. Im Jahr 1988 wurde er emeritiert. 1968 wurde ihm der Vaterländische Verdienstorden in Silber verliehen.

## Schriften
- Mathematik heute. Urania-Verlag, Leipzig, Jena, Berlin 1972.